# September 2016
Dit artikel geeft een chronologisch overzicht van de belangrijkste gebeurtenissen per dag van de maand september in het jaar 2016.

## Gebeurtenissen

### 1 september
- Een Falcon 9 van SpaceX explodeert tijdens een test op Lanceercomplex 40 van Cape Canaveral. Er vallen geen gewonden.

### 3 september
- Laat in de avond rijdt een automobilist met opzet tegen een pomp bij het tankstation De Andel langs de A12 in Nederland. Het tankstation brandt volledig uit. De man verklaart achteraf dat hij zelfmoord wilde plegen.
- De Verenigde Staten en China, samen verantwoordelijk voor 40% van de uitstoot van broeikasgassen, ratificeren het Akkoord van Parijs.[1]

### 4 september
- Bij deelstaatverkiezingen in de Duitse bondsstaat Mecklenburg-Voor-Pommeren wordt de CDU van Angela Merkel de derde partij, een historisch lage uitslag. Het nieuwe Alternative für Deutschland eindigt als tweede partij, regeringspartij SPD als eerste.
- Paus Franciscus verklaart Moeder Teresa heilig tijdens een speciale mis op het Sint-Pietersplein.

### 5 september
- De Filipijnse president Rodrigo Duterte stelt de nationale noodtoestand in, naar aanleiding van een reeks gewelddadige incidenten in het land, met als directe aanleiding een aanslag op een markt in Davao City op 2 september, waarbij 14 doden vielen.

### 6 september
- Estland ontslaat de Zweedse bondscoach Magnus Pehrsson na de 5-0 nederlaag in de WK-kwalificatiewedstrijd tegen Bosnië en Herzegovina. Hij wordt vervangen door oud-international Martin Reim.

### 7 september
- De Braziliaanse president Michel Temer opent officieel de 15de editie van de Paralympische Spelen in Rio de Janeiro tijdens de openingsceremonie in het Maracanã-stadion. Omdat zij uitgesloten zijn van deelname aan de Spelen in Rio, organiseren de Russen hun eigen sportevenement.
- De Franse politie verijdelt een aanslag met gasflessen op het Parijse treinstation Gare de Lyon.

### 8 september
- Nadat de taliban er een dag eerder in geslaagd waren een groot deel van Tarin Kowt, de hoofdstad van Uruzgan, in te nemen, worden ze daar weer verdreven door het Afghaanse leger dat steun krijgt van Amerikaanse F-16's.
- Het Amerikaans olympisch comité schorst de Amerikaanse zwemmer Ryan Lochte voor een periode van tien maanden wegens het verzinnen van een overval door gewapende mannen na het tankstation-incident in Rio de Janeiro.
- Turkije begint de grootste militaire actie ooit tegen de Koerdische PKK in het zuidoosten van het land.
- Het Amerikaanse mediabedrijf Liberty Media neemt voor een bedrag van 8 miljard dollar de Formule 1 over van het Britse CVC Capital.
- Staatssecretaris Sharon Dijksma opent het nieuwe treinstation van de Nederlandse stad Breda.

### 9 september
- Op Cape Canaveral lanceert de NASA ruimtesonde OSIRIS-REx, die materiaal van de planetoïde 101955 Bennu moet afschrapen en naar de Aarde brengen.
- De Noord-Koreaanse regering bevestigt dat het land 's nachts een ondergrondse kernproef heeft uitgevoerd, die een aardbeving met momentmagnitude 5,3 veroorzaakte. De kernproef wordt internationaal unaniem veroordeeld.

### 10 september
- De Verenigde Staten en Rusland bereiken in Genève een akkoord over een wapenstilstand in Syrië. Het bestand, dat op 12 september na zonsondergang moet ingaan, behelst dat het Syrische regeringsleger enkel nog aanvallen uitvoert op terreurgroep IS en dat de oppositie de banden met terreurgroep al-Nusra verbreekt.
- Bij een aardbeving met een kracht van 5,7 op de schaal van Richter in het noordwesten van Tanzania vallen zeker tien doden en meer dan honderd gewonden.

### 11 september
- In 24 steden in het zuidoosten van Turkije zijn Koerdische burgemeesters die lid zijn van de HDP uit hun ambt ontheven. Een deel van hen is tevens gearresteerd.
- De Duitse tennisster Angelique Kerber wint voor het eerst in haar carrière het Amerikaanse tennistoernooi US Open, door in de finale de Tsjechische Karolína Plíšková te verslaan.

### 12 september
- Bij zonsondergang wordt een akkoord over een nieuwe wapenstilstand van kracht. Het akkoord behelst dat hulpverleners toegang krijgen tot steden in nood, dat het Syrische regeringsleger in het vervolg enkel nog aanvallen uitvoert op terreurgroep IS en dat de oppositie de banden met terreurgroep al-Nusra verbreekt.
- Vanwege problemen met de stemkaarten worden de Oostenrijkse presidentsverkiezingen, die gepland waren voor 2 oktober, uitgesteld tot 4 december.
- Overstromingen eisen meer dan 130 mensenlevens in Noord-Korea. Deze natuurramp vernietigt bovendien een groot deel van de oogst, waardoor volgens hulporganisaties een humanitaire ramp dreigt.

### 13 september
- De Verenigde Naties bieden aan ruim 140.000 slachtoffers van de overstromingen in Noord-Korea voedselhulp.
- De Nederlandse Tweede Kamer stemt in met een D66-wetsvoorstel voor een 'ja, tenzij'-orgaandonorsysteem.
- De leider van de pro-Russische rebellen in Oost-Oekraïne, Aleksandr Zachartsjenko, kondigt een eenzijdig staakt-het-vuren af dat op 14 september om middernacht moet ingaan.
- De Amerikaanse zwemmer Ryan Lochte raakt gewond na een aanval door twee protesterende mannen tijdens de tv-show Dancing with the Stars.

### 14 september
- Het Duits chemieconcern Bayer neemt het omstreden Amerikaanse gentechbedrijf Monsanto over voor een bedrag van 59 miljard euro. Het is daarmee de grootste overname ooit door een Duits bedrijf.
- Het Braziliaanse OM klaagt oud-president Lula officieel aan voor corruptie en witwassen.
- Het staakt-het-vuren in Syrië wordt met 48 uur verlengd. Dit zijn de Verenigde Staten en Rusland overeengekomen.
- De Sloveen Aleksander Ceferin wordt gekozen als voorzitter van de UEFA. Hij volgt daarmee de in opspraak geraakte Frans oud-voetballer Michel Platini op.
- Een brand in een favela in de Braziliaanse stad São Paulo verwoest zeker 500 huizen. Hierdoor raken duizend inwoners dakloos.

### 15 september
- De Britse regering geeft het Franse energiebedrijf EDF toestemming om in Hinkley Point (Kanaal van Bristol) een nieuwe kerncentrale te bouwen naar een Chinees ontwerp.
- Bij een treinongeluk in het midden van Pakistan komen zeker zes mensen om het leven.

### 16 september
- De inlichtingencommissie van het Amerikaanse Huis van Afgevaardigden concludeert in haar rapport dat Edward Snowden geen klokkenluider is, maar een verrader en dat hij met zijn acties enorme schade aan de Amerikaanse veiligheid heeft toegebracht.
- De Venezolaanse president Maduro verlengt per decreet de noodtoestand in het land met twee maanden.
- De Libische marine houdt meer dan 1400 bootvluchtelingen tegen die via de Middellandse Zee wilden oversteken naar Europa.
- Het Pentagon meldt dat de minister van Informatie van terreurgroep IS Wa'il Adil Hasan Salman al-Fayad gedood is bij een luchtaanval nabij Raqqa begin september.

### 17 september
- Bij een luchtaanval door de internationale coalitie onder leiding van de Verenigde Staten op een Syrische legerbasis in het oosten van het land komen meer dan zestig Syrische militairen om het leven. Volgens verklaringen betreft het een vergissing en werd de basis aangezien voor iets van IS.
- In zeven Duitse steden gaan honderdduizenden mensen de straat op om te demonstreren tegen de handelsverdragen TTIP en CETA. Ook in Oostenrijkse en Zweedse steden werd tegen deze handelsverdragen gedemonstreerd.
- De Filipijnse terreurgroep Abu Sayyaf laat een Noorse gijzelaar vrij. In juni liet de terreurgroep een Filipijnse gijzelaar gaan. Twee Canadese gijzelaars werden eerder onthoofd.

### 18 september
- Verenigd Rusland, de partij van Vladimir Poetin en Dmitri Medvedev, wint met een ruime voorsprong de Russische parlementsverkiezingen.
- In de New Yorkse wijk Chelsea ontploft midden op straat een bom. Er vallen 29 gewonden. Burgemeester De Blasio spreekt van opzet, maar er zou geen sprake zijn van een terroristische aanslag.
- Bij een aanval door rebellen op een legerbasis in de Indiase deelstaat Kasjmir komen zeker zeventien Indiase militairen en vier aanvallers om het leven.
- De Keniaan Edwin Kiptoo wint voor de tweede opvolgende keer de Dam tot Damloop. Bij de vrouwen ging zijn landgenote Alice Aprot als eerste over de finish.
- Bij een luchtaanval in de Noord-Syrische stad Aleppo komen zeker acht mensen om het leven. Hiermee is het staakt-het-vuren in de stad geschonden.

### 19 september
- Een bombardement in de Syrische provincie Aleppo raakt een hulpkonvooi van de hulporganisatie Rode Halvemaan in Urum al-Kubra. Hierbij komen zeker twintig hulpverleners om het leven. Vanwege de aanval schorten het Rode Kruis en de Verenigde Naties de hulpkonvooien in Syrië op.
- Het Syrische leger verklaart dat het staakt-een-vuren, dat een week eerder inging, is beëindigd.
- Een rechter bepaalt dat het Chinese transportbedrijf Shenzhen Energy Transport een schadevergoeding van ruim 25 miljoen euro moet betalen aan Australië wegens het veroorzaken van olievervuiling langs het koraal van het Great Barrier Reef in 2010.
- In Turkije is een lerarentekort ontstaan nadat bijna 28.000 leraren werden ontslagen omdat ze banden zouden hebben met de geestelijk leider Fethullah Gülen of met de Koerdische PKK.
- Bij demonstraties tegen het uitstellen van de presidentsverkiezingen in de Congolese hoofdstad Kinshasa vallen zeker zeventien doden, onder wie drie politieagenten.
- In een vluchtelingenkamp bij Moria op het Griekse eiland Lesbos breekt na gevechten brand uit. Duizenden kampbewoners moeten vluchten.

### 20 september
- Bij een luchtaanval in de buurt van Aleppo komen vijf medische hulpverleners van de Unie van Medische Zorg- en Hulporganisaties en negen rebellen van Jaish al-Fatah om het leven.
- In de Amerikaanse stad Charlotte (North Carolina) wordt een zwarte man door de politie doodgeschoten omdat hij een wapen bij zich zou hebben. Dit wordt door familie van de man echter ontkend en op videobeelden is geen wapen te zien. De daaropvolgende dagen wordt er in de stad steeds heviger gedemonstreerd waarbij ook een demonstrant omkomt.

### 21 september
- Voor de kust bij Alexandrië slaat een boot vol vluchtelingen die vermoedelijk Italië als eindbestemming had om. Aan boord waren volgens berichten 600 migranten. Er kunnen zo'n 150 mensen worden gered.
- Amerikaanse inlichtingendiensten zeggen aanwijzingen te hebben dat twee Russische gevechtsvliegtuigen verantwoordelijk zijn voor de aanval op een hulpkonvooi in de Syrische provincie Aleppo. Rusland ontkent.
- Het Europees Hof van Justitie bepaalt dat ook cosmetica-producten waarvoor buiten de Europese Unie dierproeven zijn gedaan verboden zijn. Een dergelijk verbod gold al voor producten die worden gemaakt binnen de EU zelf.
- Uit de zogeheten Bahama's Leaks, een verzameling uitgelekte documenten van de Kamer van Koophandel op de Bahama's, blijkt dat de Nederlandse oud-minister Neelie Kroes tijdens haar periode als Eurocommissaris van Mededinging bestuurder was van een bedrijf op het Caraïbisch land. Omdat ze verzuimde de functie te melden overtrad ze hiermee de gedragscode voor Eurocommissarissen.
- Het Nederlandse Openbaar Ministerie vervolgt oud-minister Camiel Eurlings voor mishandeling van zijn ex-vriendin.

### 22 september
- Rusland gaat primaire radarbeelden van vlucht MH17, die boven het oosten van Oekraïne uit de lucht werd geschoten, overdragen aan Nederland.
- Bij bombardementen op de Syrische stad Aleppo komen tientallen mensen om het leven. Het Syrisch Observatorium voor de Mensenrechten spreekt van de zwaarste bombardementen van de afgelopen maanden.

### 23 september
- In winkelcentrum Cascade Mall in Burlington in de Amerikaanse staat Washington schiet een schutter vijf mensen dood. De man wordt twee dagen later opgepakt.
- Een hoofdofficier van het Amerikaanse leger bevestigt dat IS eerder deze week toch mosterdgas heeft gebruikt bij een aanval op een onlangs door de Amerikanen heroverde luchtmachtbasis, iets wat eerder werd ontkend.
- Bij het offensief van het Syrische leger op de rebellen in het oostelijke deel van de stad Aleppo komen zeker zeventig mensen om het leven.
- De EU-ministers van Handel besluiten om de onderhandelingen over handelsverdrag TTIP tussen de Verenigde Staten en de Europese Unie na een pauze door te laten gaan.
- Bij de bombardementen op de Syrische stad Aleppo komen zeker 25 mensen om het leven. Dit meldt het Syrisch Observatorium voor de Mensenrechten.
- Jeremy Corbyn wint met een ruime meerderheid de Labourleiderschapsverkiezing.
- De Franse president Hollande ontvouwt zijn plan om de meeste migranten die in het vluchtelingenkamp Jungle van Calais verblijven te verplaatsen naar andere opvangcentra in Frankrijk.
- Het kabinet-Rutte II brengt de gaswinning in de provincie Groningen de komende vijf jaar omlaag naar 24 miljard kubieke meter per jaar.

### 24 september
- De eilanden die zijn opgespoten in het Markermeer, de zogeheten Marker Wadden, zijn officieel "geopend". De bedoeling is dat dankzij de nieuw aangelegde eilanden het natuurlijk evenwicht in het Markermeer hersteld wordt.
- Duizend mensen lopen mee aan een parade van IEDER1 voor etnische diversiteit vanaf de Amsterdam ArenA naar het Museumplein.
- Hulporganisatie Stichting Vluchteling waarschuwt voor dreigende hongersnood in het noorden van Nigeria en Kameroen.

### 25 september
- De VN-Veiligheidsraad komt in een spoedzitting bijeen om de situatie in de Syrische stad Aleppo te bespreken, waar de afgelopen dagen zeker 200 luchtaanvallen zijn uitgevoerd en minstens 100 doden zijn gevallen.
- Cabaretgroep NUHR wint voor de tweede keer de Poelifinario. Het gezelschap bestaat uit Joep van Deudekom, Peter Heerschop, Viggo Waas en Eddie B. Wahr. Tim Fransen valt met zijn programma Het Failliet van de Moderne Tijd in de prijzen: Neerlands Hoop 2016.

### 26 september
- Stemgerechtigden in Sint-Maarten gaan naar de stembus om een nieuw parlement te kiezen.
- Hulpkonvooien bereiken vier belegerde Syrische steden. In het zwaarbevochten Oost-Aleppo zijn nog geen hulpgoederen afgeleverd.
- De aandelenkoers van de Deutsche Bank daalt met ruim 7 procent. De bank heeft een boete van 12.5 miljard euro uitstaan bij Amerikaanse schuldeisers, terwijl de Duitse regering weigert bij te springen.

### 27 september
- In de Duitse stad Dresden worden twee aanslagen met explosieven gepleegd op een moskee en een congrescentrum. Vermoed wordt dat de daders uit extreemrechte hoek komen.
- Het Syrische regeringsleger begint een grondoffensief in Aleppo. Het offensief volgt na een paar dagen bombardementen van het Syrische leger en de Russische luchtmacht op de stad.
- De coalitie National Alliance van premier William Marlin wint de parlementsverkiezingen in Sint-Maarten.
- In de Colombiaanse stad Cartagena tekenen president Santos en FARC-leider Timoleón Jiménez de vrede, na meer dan een halve eeuw gewapende strijd. De FARC wordt geschrapt van de lijst van terroristische organisaties en geldt vanaf nu als een gewone politieke partij.
- Naar het eerste rechtstreekse debat op televisie tussen de twee overgebleven Amerikaanse presidentskandidaten Hillary Clinton en Donald Trump kijken in de VS 80,9 miljoen mensen, een record voor een verkiezingsdebat.

### 28 september
- De Amerikaanse minister van Buitenlandse Zaken John Kerry dreigt de onderhandelingen met Rusland over de Syrische Burgeroorlog te staken, omdat hij Rusland verantwoordelijk houdt voor de situatie in Aleppo.
- Minister Ash Carter maakt bekend dat de Verenigde Staten ter ondersteuning van de strijd tegen IS nog eens 600 man extra sturen naar de Iraakse stad Mosoel, een van de belangrijkste steden die nog in handen is van IS.
- Het Joint Investigation Team onder leiding van Fred Westerbeke concludeert tijdens een persconferentie dat de Boek-raket waarmee vlucht MH17 boven Oekraïne werd neergehaald, uit Rusland afkomstig was en werd afgeschoten vanuit gebied dat op dat moment in handen was van de separatisten. Inmiddels zijn er zo'n 100 mogelijke betrokkenen in het vizier. Rusland verwerpt de conclusies en wil een nieuw onderzoek.
- Een meerderheid in het Amerikaans Congres stemt tegen het veto van president Obama over een 9/11-wet. De wet maakt de weg vrij voor nabestaanden van de slachtoffers van de aanslagen van 11 september 2001 om Saoedi-Arabië aan te klagen.
- Twee ziekenhuizen in het oostelijke deel van de Syrische stad Aleppo raken zwaar beschadigd bij bombardementen op dat deel van de stad en zijn hierdoor onbruikbaar geworden.
- In Algiers sluiten de OPEC-landen een akkoord waarin wordt besloten om vanaf 1 november de olieproductie te verminderen. De bedoeling hiervan is dat de lage olieprijs weer stijgt.
- Strijders van de Taliban slagen erin de Afghaanse stad Kunduz volledig in te nemen. Het is voor het eerst sinds het begin van de Afghaanse Oorlog in 2001 dat een grote stad volledig in handen van de Taliban valt.[2]

### 29 september
- In Algerije bereiken de leden van oliekartel OPEC een akkoord over de beperking van de olieproductie.
- Bij een treinontsporing in de Amerikaanse staat New Jersey vallen zeker een dode en meer dan honderd gewonden.

### 30 september
- In de Italiaanse plaats Castellammare di Stabia worden twee schilderijen van Vincent van Gogh teruggevonden die in 2002 waren gestolen uit het Van Gogh Museum.
- Alle lidstaten van de Europese Unie stemmen in met de ratificering van het klimaatakkoord dat in 2015 is gesloten in Parijs.
- De Kinderombudsman concludeert in zijn rapport dat Zwarte Piet in zijn huidige vorm in strijd is met het VN-Kinderrechtenverdrag.
- Pakistan neemt een Indiase militair gevangen in het Pakistaanse deel van de regio Kashmir. Eerder op de dag zouden bij beschietingen in het grensgebied in de omstreden regio twee doden zijn gevallen aan Pakistaanse zijde.
- Bij een aanval op een militaire konvooi aan de Mexicaanse westkust komen vijf Mexicaanse militairen om het leven.
- De Verenigde Naties starten een onderzoek naar de luchtaanval op een hulpkonvooi van hulporganisatie Rode Halvemaan in de Syrische provincie Aleppo op 19 september 2016, waarbij zeker twintig doden vielen.

## Overleden
<< · januari · februari · maart · april · mei · juni · juli · augustus · september · oktober · november · december · >>